# Armageddon Dildos
Die Armageddon Dildos sind eine deutsche EBM-Band, die 1988 von Uwe Kanka (Gesang) und Dirk Krause (Synthesizer) in Kassel gegründet wurde. Der Name ist eine Anspielung auf mit Atomsprengköpfen bestückte Interkontinentalraketen. Die Songtexte sind teils deutsch-, teils englischsprachig.

## Bandgeschichte
1986 lernten der Sänger und Gitarrist Uwe Kanka und der Keyboarder und Programmierer Dirk Krause in Kassel einander kennen. Drei Jahre später gründeten sie die Armageddon Dildos. In den nächsten Monaten spielten sie bereits die ersten Konzerte. Die Band legt ihren Schwerpunkt auf Live-Konzerte, nicht auf die Studioarbeit.
Die Debüt-Single East-West wurde 1990 ein Clubhit in der EBM-Szene. 1991 erschien nach nur 11 Tagen Produktionszeit das Debüt-Album That’s Armageddon auf dem Label Zoth Ommog, neu gegründet von Talla 2XLC.
Mit dem Nachfolge-Album Homicidal Dolls löste sich die Band langsam von den ihren Vorbildern (DAF, Nitzer Ebb), es präsentiert sich ausgefeilter und geradliniger. Im Jahr 1994 erschien die Compilation 07104. Die Alben Lost und Unite erscheinen noch bei Zoth Ommog, daran anschließend unterschrieben die Armageddon Dildos einen Vertrag beim Label Metronome.
Das Album Speed – poppiger als die Vorgänger – sollte ursprünglich beim Label Metronome erscheinen, wurde bedingt durch dessen Auflösung aber letztlich durch RCA veröffentlicht. Zurückgekehrt zum Label Zoth-Ommog brachte die Band mit dem Album Re:Match eine Sammlung von Remixes bekannter Songs heraus. 2003 war dann das Erscheinungsjahr von Morgengrauen: die Rückkehr zu den elektronischen Wurzeln.
Nach den Touren „Speed“ (1997) und „Ten Years of Zoth Ommog Anniversary“ (1999) und dem Release des Albums Re:Match verließ Dirk Krause die Band aus privaten Gründen.

## Diskografie
- 1991: That’s Armageddon
- 1993: Homicidal Dolls
- 1993: Fear
- 1994: 07104
- 1995: Lost
- 1996: Unite
- 1997: Speed
- 1999: Re:Match
- 2003: Morgengrauen
- 2005: Sangreal
- 2011: Untergrund
- 2020: Dystopia